# Xie Fuzhi
Xie Fuzhi (ur. 1909, zm. 26 marca 1972) – chiński działacz komunistyczny, minister bezpieczeństwa odpowiedzialny za represje podczas rewolucji kulturalnej.

## Działalność
Od 1931 roku był członkiem Komunistycznej Partii Chin. Pełnił funkcję komisarza politycznego w armii, w 1955 roku otrzymał stopień generała. Od 1959 roku był ministrem bezpieczeństwa.
Podczas rewolucji kulturalnej wraz z Kang Shengiem był głównym inicjatorem masowych represji. Pod koniec lipca 1967 roku był ofiarą tzw. „incydentu wuhańskiego”, kiedy to wysłany do Wuhanu w celu zdyscyplinowania lokalnych działaczy został pobity i uwięziony przez hunwejbinów. Uwolniony został dopiero po interwencji wojska.
W 1980 roku wraz z Kang Shengiem pośmiertnie wyrzucony z partii.